# Кац, Мейер Ицкович
Ме́йер И́цкович Кац (18.03.1923, село Михайловка Волынской губернии, ныне Хорошевский район Житомирской области — 18.02.2003, Израиль) — советский хозяйственный и государственный деятель.
Герой Социалистического Труда (1966), председатель колхоза имени Красной Армии (сейчас ЗАО «Ольговское») Витебского района Витебской области. Депутат Верховного Совета СССР одиннадцатого созыва, делегат ΧΧIV съезда КПБ.

## Биография
Родился в селе Михайловка, ныне Хорошевский район Житомирской области. Член КПСС с 1952 года.
Трудовую деятельность начал в 1938 году автослесарем. С 1941 года — шофёр в Омске. С 1947 года на различных должностях в строительных организациях Витебска. С 1958 года был председателем одного из самых передовых колхозов в Советском Союзе. Депутат Совета Национальностей Верховного Совета СССР 11 созыва (1984—1989) от Белорусской ССР.
Член Ревизионной комиссии КПБ в 1982—1990.
С 1990 года в Израиле.

## Награды
- Герой Социалистического Труда (1966 год)
- орден Ленина (дважды),
- орден Октябрьской Революции,
- орден Трудового Красного Знамени,
- орден Дружбы народов.

## Сочинения
- Першыя крокі спецыялізацыі. — Мн., 1963.
- Растут хлеба высокие. — Мн., 1967.
- Трудом всего достигнешь. — Мн., 1968.

## Память
В 2007 году открыта мемориальная доска, посвящённая М. И. Кацу. Также в 2007 году принято решение назвать одну из улиц главной усадьбы Ольгово именем руководителя предприятия.